# Prêmios Gemini
Os prêmios Gemini (em inglês: Gemini Awards) são os prêmios atribuídos ao melhor da indústria da televisão e da radiodifusão no Canadá. É equivalente ao Emmy Awards dos Estados Unidos.
Concedido pela primeira vez em 1986, os Geminis celebram as conquistas dos membros da TV da Acadêmia de Cinema e Televisão do Canadá. Essencialmente, apresenta-se prêmios para as melhores produções da televisão no Canadá. Os Prêmios são atualmente apresentados em 87 categorias.
O dia 19 de novembro de 2005 foi proclamada a ser o "Gemini Awards Day"  pelo Conselho Municipal da cidade de Toronto.
Versão canadense do Emmy americano, o Gemini Awards também inclui vários prêmios especiais dados por razões diversas, como realização na vida.
Normalmente realizada em Toronto, a cerimônia de 2006 foi realizada em Richmond, BC, em 4 de novembro de 2006 e a cerimônia de 2007 foi realizada em Regina, Saskatchewan em 28 de outubro de 2007.
Na liguagem francesa, a premiação é conhecida como Gémeaux Prix.

## Gemini Awards 2009
A carimônia de Gala da Radiofusão 2009 será no sábado, 14 de novembro, em Calgary, Alberta e será transmitida ao vivo pela Global e Showcase.
A cerimônia de Gala da Indústria da Televisão 2009 será nos dias 19 de outubro e 20 em Toronto, Ontário na The Sound Academy. Premiações em Notícias, Esportes, Documentários, Estilo de vida, Drama, Comédia e Variedades estarão entre as categorias apresentadas.
A Academia de Cinema & Televusão do Canadá "The Academy of Canadian Cinema & Television" (ACCT) em parceria com a transmissão, Canwest, o Governo de Alberta, Calgary, Calgary Turismo e Calgary Desenvolvimento Econômico anunciou hoje Calgary, Alberta como a cidade anfitriã dos Gemini Awards, que se realizará sábado, 14 novembro, 2009.
O Gemini Awards será produzido por Calgary-base de produção da empresa Joe Media Group e a difusão nacional na Global e Showcase.

## Categorias da prêmiação
- Best News Information Series
- Best News Magazine Segment
- Best News Special Event Coverage
- Best Reportage
- Best Newscast
- Gemini Humanitarian Award
- Best Sports Play-by-Play or Analyst
- Best Live Sporting Event
- Best Direction in a Live Sporting Event
- Best Sports Program or Series
- Outstanding Technical Achievement Award
- Best Writing in an Information Program or Series
- Best Sound in an Information/Documentary Program or Series
- Best Photography in an Information Program or Series
- Best Picture Editing in an Information Program or Series
- Best Direction in a News Information Program or Series
- Best Host or Interviewer in a News Information Program or Series
- Academy Achievement Award
- Best Science, Technology, Nature, Environment or Adventure Documentary Program
- Best Biography Documentary Program
- Best Original Music Score for a Documentary Program or Series
- Best History Documentary Program
- Best Performing Arts Program or Series or Arts Documentary Program or Series
- Gordon Sinclair Award for Broadcast Journalism
- Best Direction in a Documentary Program
- Best Direction in a Documentary Series
- Best Picture Editing in a Documentary Program or Series
- Best Photography in a Documentary Program or Series
- Best Writing in a Documentary Program or Series
- Best Documentary Series
- Best Writing in a Children's or Youth Program or Series
- Best Direction in a Children's or Youth Program or Series
- Best Performance in a Children's or Youth Program or Series
- Best Children's or Youth Fiction Program or Series
- Best Children's or Youth Non-Fiction Program or Series
- Best Original Music Score for an Animated Program or Series
- Best Animated Program or Series
- Best Pre-School Program or Series
- Most Popular Website
- Canada Award
- Best Production Design or Art Direction in a Non-Dramatic Program or Series
- Best Lifestyle/Practical Information Segment
- Best Direction in a Lifestyle/Practical Information Program or Series
- Best Cross Platform Project
- Best General/Human Interest Series
- Best Host in a Lifestyle/Practical Information, or Performing Arts Program or Series
- Best Lifestyle/Practical Information Series
- Best Host or Interviewer in a General/Human Interest or Talk Program or Series
- Best Talk Series
- Best Reality Program or Series
- Best Performance by an Actor in a Featured Supporting Role in a Dramatic Series
- Best Writing in a Dramatic Series
- Best Direction in a Dramatic Series
- Best Picture Editing in a Dramatic Program or Series
- Best Sound in a Dramatic Series
- Best Production Design or Art Direction in a Dramatic Program or Series
- Best Performance by an Actress in a Featured Supporting Role in a Dramatic Series
- Best Sound in a Comedy, Variety, or Performing Arts Program or Series
- Best Picture Editing in a Comedy, Variety or Performing Arts Program or Series
- Best Photography in a Comedy, Variety or Performing Arts Program or Series
- Best Direction in a Variety Program or Series
- Best Direction in a Performing Arts Program or Series
- Best Direction in a Comedy Program or Series
- Best Performance or Host in a Variety Program or Series
- Best Performance in a Performing Arts Program or Series
- Best Individual Performance in a Comedy Program or Series
- Best Music, Variety Program or Series
- Best TV Movie
- Best Achievement in Make-Up
- Best Costume Design
- Best Achievement in Casting
- Best Visual Effects
- Best Original Music Score for a Program or Mini-Series
- Best Original Music Score for a Dramatic Series
- Earle Grey Award
- Best Performance by an Actor in a Featured Supporting Role in a Dramatic Program or Mini-Series
- Best Performance by an Actress in a Featured Supporting Role in a Dramatic Program or Mini-Series
- Best Sound in a Dramatic Program
- Best Photography in a Dramatic Program or Series
- Best Performance by an Actor in a Guest Role Dramatic Series
- Best Performance by an Actress in a Guest Role Dramatic Series
- Best Performance by an Actor in a Leading Role in a Dramatic Program or Mini-Series
- Best Performance by an Actress in a Leading Role in a Dramatic Program or Mini-Series
- Best Host or Interviewer in a Sports Program or Sportscast
- Best Writing in a Dramatic Program or Mini-Series
- Best Direction in a Dramatic Program or Mini-Series
- Best Writing in a Comedy or Variety Program or Series
- Best Comedy Program or Series
- Best Performance by an Actress in a Continuing Leading Dramatic Role
- Best Performance by an Actor in a Continuing Leading Dramatic Role
- Best News Anchor
- Best Dramatic Mini-Series
- Best Dramatic Series
- Best Ensemble Performance in a Comedy Program or Series

## Datas e locais
A lista não está completa
| Gemini Awards Datas e Locais |          |                |                            |                                 |                                         |                  |
| #                            | Ano      | Data           | Cidade                     | Local                           | Anfitriões                              | Transmissão      |
| 1.°                          | 1986     | 4 de Dezembro  | Toronto                    | Metro Toronto Convention Centre | Eugene Levy, Andrea Martin, Dave Thomas | Sindicalizado    |
| 2.°                          | 1987     | 8 de Dezembro  | Toronto                    | Metro Toronto Convention Centre |                                         | CBC              |
| 3.°                          | 1988     |                | Toronto                    | Metro Toronto Convention Centre |                                         | CBC              |
| 4.°                          | 1989     |                | Toronto                    | Metro Toronto Convention Centre |                                         | CBC              |
| 5.°                          | 1990     |                | Toronto                    | Metro Toronto Convention Centre |                                         | CBC              |
| 6.°                          | 1992     |                | Toronto                    | Metro Toronto Convention Centre |                                         | CBC              |
| 7.°                          | 1993     |                | Toronto                    | Metro Toronto Convention Centre |                                         | CBC              |
| 8.°                          | 1994     | 6 de Março     | Toronto                    | Metro Toronto Convention Centre | Valerie Pringle, Albert Schultz         | CBC              |
| 9.°                          | 1995     |                | Toronto                    | Metro Toronto Convention Centre | Albert Schultz                          | CBC              |
| 10.°                         | 1996     | 3 de Março     | Toronto                    | Metro Toronto Convention Centre | Albert Schultz                          | CBC              |
| 11.°                         | 1997     | 6 de Junho     | Toronto                    | Metro Toronto Convention Centre | Albert Schultz                          | CBC              |
| 12.°                         | 1998 (1) | 1 de Março     | Toronto                    | Metro Toronto Convention Centre |                                         | CBC              |
| 13.°                         | 1998 (2) | 4 de Outubro   | Toronto                    | Metro Toronto Convention Centre |                                         | CBC              |
| 14.°                         | 1999     | 7 de Novembro  | Toronto                    | Metro Toronto Convention Centre | Rick Mercer                             | CBC              |
| 15.°                         | 2000     | 30 de Outubro  | Toronto                    | John Bassett Theatre            | Steve Smith                             | CBC              |
| 16.°                         | 2001     | 29 de Outubro  | Toronto                    | Metro Toronto Convention Centre | Mike Bullard                            | CBC              |
| 17.°                         | 2002     | 4 de Novembro  | Toronto                    | Metro Toronto Convention Centre | Seán Cullen                             | CBC              |
| 18.°                         | 2003     | 20 de Outubro  | Toronto                    | John Bassett Theatre            | Seán Cullen                             | CBC              |
| 19.°                         | 2004     | 13 de Dezembro | Toronto                    | John Bassett Theatre            | Vários                                  | CBC              |
| 20.°                         | 2005     | 19 de Novembro | Toronto                    | John Bassett Theatre            | Vários                                  | Global           |
| 21.°                         | 2006     | 4 de Novembro  | Richmond, British Columbia | River Rock Casino Resort        | Vários                                  | Global, E!       |
| 22.°                         | 2007     | 28 de Outubro  | Regina, Saskatchewan       | Conexus Arts Centre             | George Stroumboulopoulos                | CBC, E!          |
| 23.°                         | 2008     | 28 de Novembro | Toronto, Ontario           | The Liberty Grand               | Jason Priestley                         | Showcase, E!     |
| 24.°                         | 2009     | 14 de Novembro | Calgary, Alberta           | Não informado                   | Não informado                           | Showcase, Global |